# Abbekerk
Abbekerk – wieś w Holandii, w prowincji Holandia Północna, w gminie Medemblik. Przez miejscowość przechodzi autostrada A7. Jest położona 8 km na północ od miasta Hoorn, 13 km na północny wschód od miasta Heerhugowaard oraz 29 km na południowy wschód od miasta Den Helder. 

## Historia
W 1414 roku hrabia Wilhelm VI złączył miejscowości Abbekerk, Twisk, Midwoud i Lambertschaag, tworząc miasto Abbekerk. Podczas okupacji francuskiej w latach 1795-1813 miejscowość pozbawiono praw miejskich, a włączone do niego wsie wyodrębniono. 

## Zabytki
W Abbekerk do rejestru zabytków wpisane jest 15 obiektów, w tym m.in. kościół ewangelicki.

## Populacja
Źródło: